# Bordesholmsaltartavlan

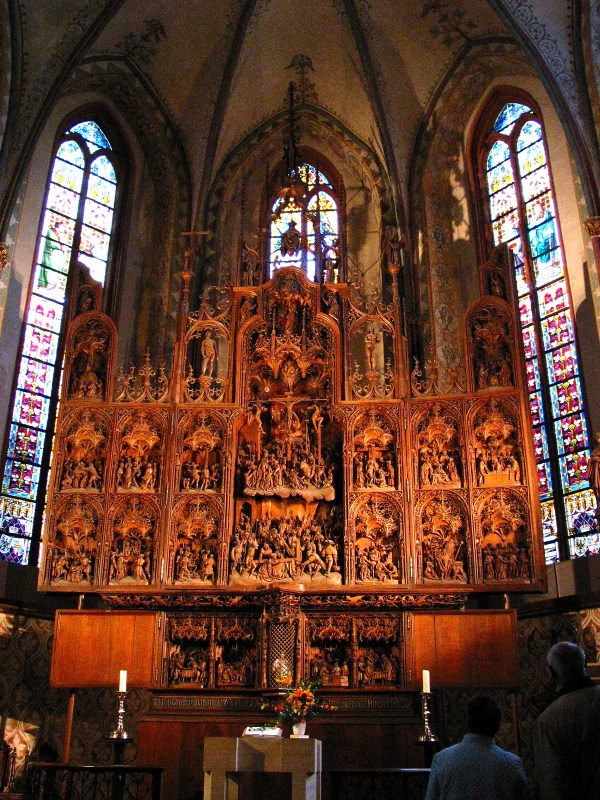
Bordesholmalteret

Bordesholmsaltartavlan är en altartavla i ek i Schleswigs domkyrka.
Bordesholmsaltartavlan är 6,5 meter hög och 7 meter bred och kommer från träsnidare Hans Brüggemanns verkstad. Den snidades 1514–1521 med 400 figurer på beställning av hertig Fredrik, senare kung Fredrik I av Danmark och Norge, till minne av hans avlidna hustru Anna av Brandenburg. Den utfördes för Bordesholms klosterkyrka i Bordesholm och flyttades 1666 av hertig Kristian Albrekt av Holstein-Gottorp till Schleswigs domkyrka. Altartavlan ingår i Danmarks kulturkanon.